# James Mitchell (Schauspieler)

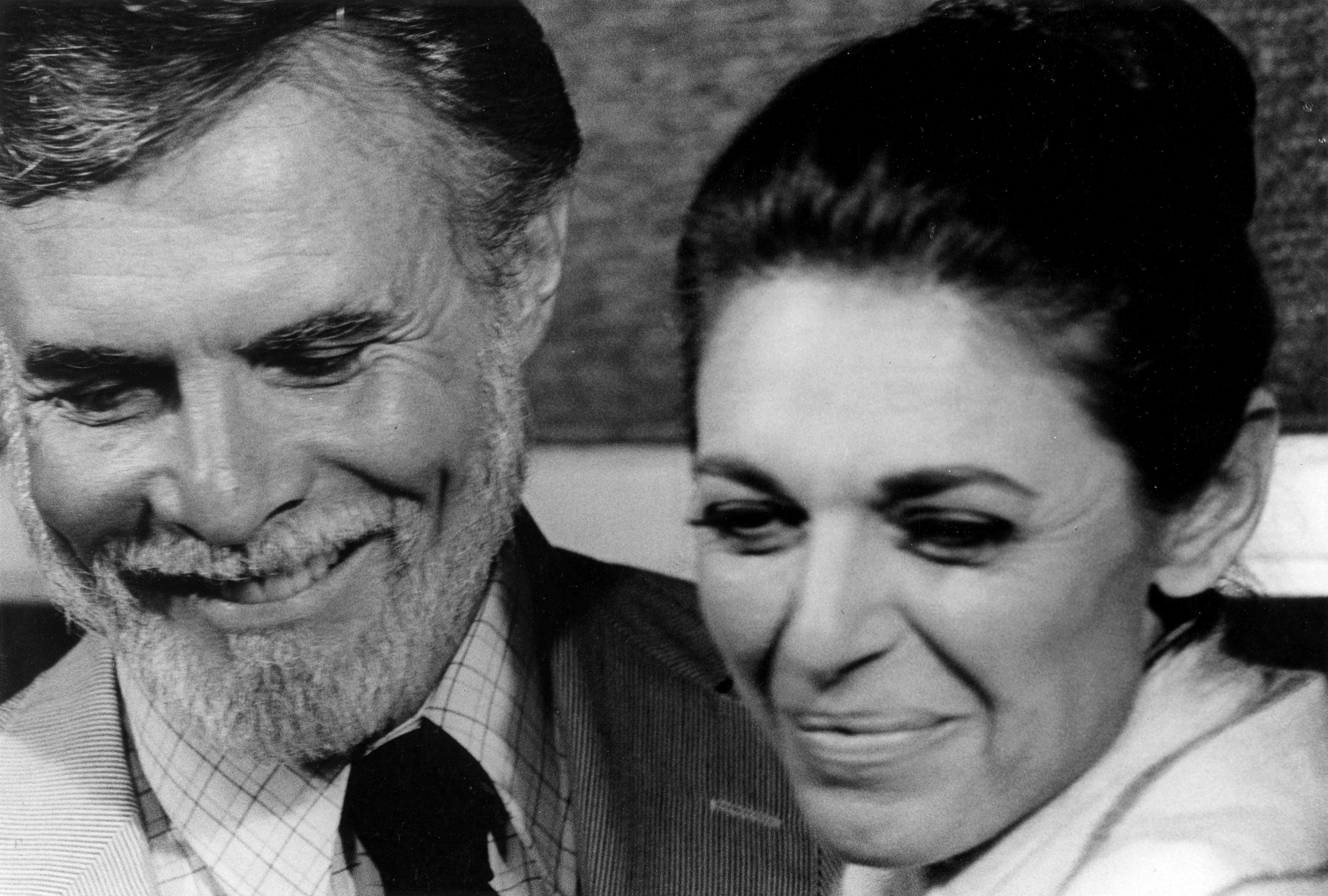
James Mitchell und Anne Bancroft in Am Wendepunkt

James Mitchell (* 29. Februar 1920 in Sacramento, Kalifornien; † 22. Januar 2010 in Los Angeles) war ein US-amerikanischer Schauspieler und Tänzer.

## Leben
Nach seiner Schulzeit begann Mitchell als Schauspieler in der US-amerikanischen Filmindustrie zu arbeiten. Mitchell studierte Drama am Los Angeles City College, unter anderem bei dem Choreografen Lester Horton. Nach seinem Studienabschluss arbeitete er vier Jahre lang für das Unternehmen von Horton, wo er Bella Lewitzky kennenlernte. Gemeinsam mit der neu gegründeten Tanzformation von Horton ging Mitchell 1944 nach New York City, wo das Unternehmen aber wirtschaftlich scheiterte. Danach erhielt er eine Anstellung in dem Musical Oklahoma! von Agnes de Mille. Weitere Rollen in Zusammenarbeit mit der Choreografin Agnes de Mille folgten: Broadway Musicals Bloomer Girl, 1944, Brigadoon, 1947, und Paint Your Wagon, 1951. In den 1950er und 1960er war Mitchell als Tänzer in verschiedenen weiteren Bühnenstücken tätig:
- Come Summer (Broadway, 1969)
- American Ballet Theatre (1950–51, 1955, 1956): Rodeo (Head Wrangler), Fall River Legend (Rolle: Pastor), Rib of Eve (Rolle: Ehemann)
- Agnes de Mille Dance Theatre (1953–54)
- Royal Winnipeg Ballet (1964): Bitter Weird (Bridegroom)

Des Weiteren arbeitete Mitchell mit Gower Champion, Eugene Loring sowie Jerome Robbins zusammen:
- Gower Champion:
  - Carnivall (Broadway, 1961; Tour 1962; West End 1963): Rolle Marco the Magnificent
  - Mack & Mabel (Broadway, 1974): Rolle William Desmond Taylor
  - Annie Got Your Gun (Tour, 1977)
- Eugene Loring:
  - The Toast of New Orleans (Film, 1950): Pierre – „The Tina-Lina“ mit Rita Moreno
  -  Deep in My Heart (Film, 1954): Tänzer – „One Alone“ mit Cyd Charisse
  - Ford Startime: Meet Cy Charisse (Fernsehen, 1959)
  - The Perry Como Show (Fernsehen, 1963)
  - The 38th Academy Awards (Fernsehen, 1966)
- Jerome Robbins:
  - Billion Dollar Baby, (Broadway, 1946): Rocky Who Dances
  - American Ballet Theatre, (1950–1951): Facsimile
  - American Theatre Laboratory, (1967–1969)

In den 1970er Jahren wurde Mitchell Präsident des Vorstandes der Dancer Foundation. Besonders bekannt wurde Mitchell durch seine Rolle des Schurken Palmer Cortlandt in der US-amerikanischen Fernsehserie All My Children, in der er von 1979 bis 2009 mitspielte.
Mitchell verstarb am 22. Januar 2010. Sein langjähriger Lebensgefährte war Albert Wolsky.

## Filmografie (Auswahl)
- 1942: Moonlight in Havana
- 1943: Fluch der Tempelgötter (White Savage)
- 1943: Coney Island
- 1943: Phantom der Oper (Phantom of the Opera)
- 1946: California Gold Rush
- 1949: Vogelfrei (Colorado Territory)
- 1949: Eines Morgens in der Hopkins-Street (The House Across the Street)
- 1949: Tödliche Grenze (Border Incident)
- 1950: Stars in My Crown
- 1950: Fluch des Blutes (Devil’s Doorway)
- 1950: Der Fischer von Louisiana (The Toast of New Orleans)
- 1953: Vorhang auf! (Den store premièren)
- 1954: Tief in meinem Herzen (Deep in My Heart)
- 1955: Tempel der Versuchung (The Prodigal)
- 1955: Oklahoma!
- 1956: The Peacemaker
- 1969–1973: Where the Heart Is (Fernsehserie, 906 Folgen)
- 1975: The Silence (Fernsehfilm)
- 1977: Am Wendepunkt (The Turning Point)
- 1978: Drei Engel für Charlie (Charlie’s Angels, Fernsehserie, Folge 2x21 Engel der Nacht)
- 1979: Lou Grant (Fernsehserie, Folge 2x20)
- 1979–2010: All My Children (Fernsehserie, 924 Folgen)

## Preise und Auszeichnungen (Auswahl)
- Theatre World Award, 1947: Brigadoon
- Donaldson Award:
  - Sieger Best Male Dancer of the Year, 1947: Brigadoon
  - Nominierung Best Male Dancer of the Year, 1946: Billion Dollar Baby (3. Platz)
  - Nominierung Best Male Dancer of the Year, 1951: Paint Your Wagon (2. Platz)
- Ehrendoktor der Freien Künste, 1985, Drake University
- Daytime Emmy Award Nominierungen, Outstanding Actor, 1980, 1981, 1982, 1983, 1984, 1985, 1989: All My Children